# Майсгофен
Майсгофен —  містечко та громада в австрійській землі Зальцбург. Містечко належить округу Целль-ам-Зе.
Містечко лежить неподалік від озера Целль серед гір Пінцгау.
Майсгофен на мапі округу та землі.
Рада громади складається з 19 членів. Бургомістом міста є Франц Едер від АНП.